# 2723 Горшков
2723 Горшков (2723 Gorshkov) — астероїд головного поясу, відкритий 31 серпня 1978 року.
Тіссеранів параметр щодо Юпітера — 3,185.